# Макарий (Телегин)
Иеромона́х Мака́рий (в миру Паве́л Никола́евич Теле́гин; 28 августа [9 сентября] 1876, Летниково, Бузулукский уезд, Самарская губерния — 26 мая 1922, Москва) — священнослужитель Русской православной церкви, иеромонах, постриженник и насельник Чудова монастыря, затем клирик Троицкого патриаршего подворья.
Канонизирован Русской православной церковью в 2000 году как преподобномученик. Память 13 (26) мая в день кончины, в соборе новомучеников и исповедников Церкви Русской и соборе Московских святых.

## Биография
Родился 28 августа 1876 года в селе Летниково Бузулукского уезда Самарской губернии в семье крестьян Николая Карповича и Евдокии Феофановны Телегиных. В раннем детстве ему было чудесное явление, после которого он захотел стать монахом. Мирское перестало его интересовать; ещё будучи подростком, он нашёл пещеру и удалялся в неё для молитвы. Получил образование в Летниковском двухклассном училище.
На 17-м году жизни совершил паломническое путешествие в Киев. Там, у святынь Киево-Печерской Лавры, окончательно решил уйти в монастырь, но ему пришлось отложить исполнение этого намерения: 1 января 1898 года он был призван в армию, в которой прослужил до 29 ноября 1902 года.
В 1905 году поступил в кафедральный Чудов монастырь в Москве и пробыл послушником пять лет. В 1910 году, ходатайствуя о получении указа о зачислении Павла в число послушников, настоятель в характеристике написал о нем: «Принимая в соображение его безукоризненный образ жизни, заметную склонность и душевное влечение к иноческому житию, всегдашнюю готовность к усердному исполнению возлагаемых на него различных послушаний… осмеливаюсь смиреннейше ходатайствовать… об определении его… в число указных послушников Чудова монастыря». 8 октября 1910 года был официально зачислен в монастырь послушником; основным его послушанием стало клиросное. Окончил монастырскую школу.
22 января 1911 года был пострижен в монашество с именем Макарий. 1 февраля того же года рукоположен во иеродиакона, а 6 сентября 1913 года — во иеромонаха.
С началом Первой мировой войны был откомандирован в действующую армию и служил священником при 400-м подвижном госпитале. Возвратился он в Чудов монастырь из командировки 12 октября 1915 года. 29 июня 1917 года за труды во время боевых действий был награждён наперсным крестом.
В 1919 году после закрытия Чудова монастыря стал служить в Сергиевском храме на Троицком патриаршем подворье.
3 апреля 1922 года в Сергиевский храм Троицкого подворья пришла комиссия по изъятию церковных ценностей. Члены комиссии действовали нарочито грубо. Иеромонах Макарий в лицо назвав их грабителями и насильниками, тут же был арестован и заключён в Московскую тюрьму ГПУ. Оказался одним из 54 арестованных по делу об изъятии церковных ценностей, проходил Московском процессу, который проходил с 26 апреля по 8 мая в Московском революционном трибунале. Обвинялся в том, что «при изъятии церковных ценностей из домового храма патриаршего подворья он в присутствии толпы назвал комиссию по изъятию грабителями и насильниками». На допросе признавал факты обвинения, назвал членов комиссии грабителями и насильниками, но вины в том, несмотря на многочасовые усилия следователя, не видел и вину не признавал.
8 мая 1922 года Московский Ревтрибунал, в соответствии с директивой Политбюро ЦК РКП(б) от 4 мая, вынес расстрельный приговор в отношении 11 человек, обвинённых в сопротивлении изъятию церковных ценностей в Москве. В процессе телефонного опроса членов Политбюро 8 мая 1922 года, Л. Д. Троцкий вместе с В. И. Лениным и И. В. Сталиным высказались против предложения председателя Моссовета Л. Б. Каменева о сокращении числа осужденных на высшую меру наказания до двух человек. Тогда же решением Политбюро приговор Трибунала был утверждён. К высшей мере наказания были приговорены восемь священников и трое мирян: протоиереи Александр Заозерский, Александр Добролюбов, Христофор Надеждин, Анатолий Орлов и Василий Соколов; иереи Василий Вишняков, Сергий Фрязинов, иеромонах Макарий (Телегин); миряне В. И. Брусилова, С. Ф. Тихомиров и М. Н. Роханов. В тот же день, вместе с другими приговорёнными по тому же делу, был переведён в камеру смертников Бутырской тюрьмы. Находясь в камере смертников, говорил заключённым с ним священникам: «Жду не дождусь встречи с Господом моим Христом».
9 мая 1922 года Патриарх Тихон был вызван в ГПУ, где решение Трибунала было объявлено ему вместе с постановлением о привлечении его к судебной ответственности. Здесь же святитель Тихон написал письмо на имя председателя ВЦИК М. И. Калинина с просьбой о помиловании осуждённых, однако письмо так и осталось в ГПУ. С жалобами на приговор Трибунала в кассационную Коллегию Верховного Трибунала ВЦИК немедленно обратились защитники осуждённых. Ходатайства и заявления об отмене приговора стали подавать родственники, толстовцы, сектанты, представители еврейских общин, однако православные приходы, по причине конфиденциальных сообщений из правительственных кругов о тяжёлых последствиях своих обращений, решили молчать. В тот же день в Москву прибыла группа петроградского «прогрессивного» духовенства из трех человек: Александра Введенского, Евгения Белкова и Стефана Стадника. В то же время к петроградским священникам, известным своей лояльностью к властям, стали обращаться с просьбами о ходатайстве за приговоренных к расстрелу. Лучшего предлога для создания себе имени и влиятельности в церковном обществе оппозиционерам искать было не нужно. Посчитав возможным объединить в одном документе ходатайство и заявление о своем групповом существовании, они немедленно составили «Усерднейшую просьбу» о помиловании всех осужденных на имя председателя ВЦИК. Прошение о помиловании «прогрессивная» группа решила подать через М. В. Галкина. Условием для помощи со своей стороны Галкин сразу выставил составление от имени оппозиционеров отдельного и более решительного воззвания, чем предъявленный ему текст «Усерднейшей просьбы». Красницкий легко принял данное требование к исполнению и в присутствии Галкина, можно сказать под его диктовку, написал воззвание «К верующим сынам Православной Церкви Российской». 11 мая 1922 года М. В. Галкин отправил «Воззвание» и «Усерднейшую просьбу» своему негласному руководителю в деле организации церковного раскола Л. Д. Троцкому. В секретном сопроводительном письме он предложил помиловать осуждённых, использовать данный акт для усиления разделения среди духовенства, отложить публикацию воззвания в газетах с целью превращения его во «внушительный» документ, а также указал на возможность отправки оппозиционных священников на встречу с Патриархом. Для спасения жизней приговоренных к расстрелу лояльные священники станут ещё сговорчивее и, потребовав от Первосвятителя отречения от управления Церковью, доведут запланированное размежевание до публичного акта большого политического значения.
11 мая предложение Каменева «о московских попах» вновь оказалось в повестке дня. Документы, полученные от Галкина, позволили Троцкому внести на рассмотрение членов Политбюро собственное предложение об использовании предстоящего изменения приговора в отношении некоторых лиц для поддержки церковных оппозиционеров. Троцкий просил приостановить исполнение приговора и дать ему время до вечера 12 мая, с тем чтобы «ориентироваться и сделать письменное предложение П[олит]бюро». Просьба председателя Реввоенсовета была принята. В 19 часов того же 11 мая главный куратор раскола созвал срочное заседание Комиссии по изъятию ценностей, на котором был принят ряд важнейших директив, в том числе: подготовить для лояльных священников правительственный ответ о возможности помилования «менее ответственных преступников» только в случае открытого разрыва с церковной иерархией и немедленного обнародования ясного заявления как начала решительных действий по устранению руководящей «клики». «Соответственное заявление должно быть завтра же подписано Антонином и Трифоном»; опубликовать подготовленный документ 13 мая 1922 года и, продолжая сбор подписей среди духовенства при содействии губернских комитетов, использовать его в агитации «для подготовки низвержения патриарха».
13-14 мая Бек, Уншлихт и Красиков определили кандидатов на расстрел. Согласно их заключению от 14 мая 1922 года, к которому присоединился Троцкий, смертный приговор должен был быть оставлен в силе в отношении пяти человек — протоиереев Христофора Надеждина, Василия Соколова, Александра Заозерского, иеромонаха Макария (Телегина) и мирянина Сергия Тихомирова. По мнению членов комиссии, такое решение соответствовало наименьшему ущербу справедливости приговора и максимальному учету ходатайств «прогрессивного» духовенства. 18 мая 1922 года Политбюро ЦК РКП(б), в очередной раз рассмотрев вопрос «о московских попах», утвердило заключение Л. Д. Троцкого о расстреле пяти из 11 осужденных Трибуналом на высшую меру наказания: «Относительно ниже перечисленных лиц — московских благочинных протоиереев о. Христофора Надеждина и о. Александра Заозерского; священника Василия Соколова, иеромонаха Макария Телегина и мирянина Сергия Тихомирова необходимо прийти к заключению, что по обстоятельствам дела и по характеру их личности не имеется данных, могущих повлиять в сторону смягчения приговора поскольку: <…> Телегин Макарий, как активный непримиримый враг Рабоче-Крестьянского правительства и всего Советского строя, ярый монархист… подтвердивший свою непримиримость на суде». Остальные шесть человек уже позднее по постановлению Президиума ВЦИК от 27 мая 1922 года, оформившему в советском порядке секретное партийное решение о казни, получили пятилетние сроки лишения свободы.
Расстрелян 26 мая 1922 года в Москве. Священнослужителей расстреливали вместе с группой других заключённых. Чтобы нельзя было узнать в них лиц духовного звания, их подстригли и обрили. Могильщики рассказывали, что тела их были привезены на Калитниковское кладбище и там захоронены.